# Fluxbox

Fluxbox este un manager de ferestre

Fluxbox este un manager de ferestre pentru sistemele compatibile Unix. Proiectul a început ca un fork al managerului de ferestre Blackbox 0.61.1, una din trăsăturile principale fiind că este un manager simplu și rapid. Interfața are o bară de aplicații (taskbar), un meniu contextual și suport minim pentru icoane pe ecran. Toată configurația interfeței, meniurilor precum și mapările de tastatură sunt controlate din fișiere text. Specificația Extended Window Manager Hints este implementată de Fluxbox.
Datorită memorie reduse și vitezei mari de încărcare, Fluxbox este folosit într-o serie de distribuții Live CD precum Knoppix STD și GParted. Fluxbox este managerul curent de ferestre în distribuțiile Linux PCFluxboxOS, Linux Mint Fluxbox CE și Fluxbuntu.

## Facilități
- Meniul este activat printr-un click dreapta oriunde pe ecran
- Meniul poate fi modificat și particularizat
- Suport pentru wallpaper.
- Aplicațiile care rulează sunt prezente în taskbar.
- Comenzi rapide de desktop (desktop shortcuts)
- Suport pentru teme de desktop [3]

## Personalizare
Personalizarea se face editând fișierele de configurare aflate în directorul .fluxbox aflat în folderul home al utilizatorului. Fișierul ~/.fluxbox/menu descrie meniul, configurarea tastelor pentru comenzi rapide se face în ~.fluxbox/keys, aplicațiile rulate automat la pornire sunt specificate în ~/.fluxbox/startup, iar configurațiile generale se găsesc în ~/.fluxbox/init.
O serie de programe externe au fost dezvoltate pentru configurații care nu sunt suportate implicit de Fluxbox:
- IPager Arhivat în 4 februarie 2009, la Wayback Machine. : Pager.
- FluxConf Arhivat în 28 februarie 2010, la Wayback Machine. : Utilitar grafic de configurare.
- Fbsetbg[nefuncțională]
 : Suport wallpaper
- FluxSpace : Manager desktop.
- Fluxter Arhivat în 25 septembrie 2008, la Wayback Machine. : Pager.